# Eclipse (песня)
«Eclipse» (с англ. — «Затмение») — песня британской рок-группы Pink Floyd с альбома 1973 года The Dark Side of the Moon. Представлена в оригинальном издании на второй стороне винилового диска (LP) десятым по счёту треком, завершающим альбом. Автор музыки и слов — Роджер Уотерс, он же исполнил вокальную партию. После ухода из группы Роджера Уотерса в 1985 году вокальная партия на концертах исполнялась гитаристом группы Дэвидом Гилмором.
Квадрофоническая версия «Eclipse» была издана в 1983 году компанией Capitol Records на сборнике Works.
Концертный вариант песни «Eclipse» был записан в альбоме Pink Floyd P.U.L.S.E. (1995) и в концертной видеоверсии P.U.L.S.E. (1995), а также в концертном альбоме Роджера Уотерса 2000 года In the Flesh - Live.
В 2001 году песня была в числе кандидатов на включение в сборник лучших композиций Echoes: The Best of Pink Floyd.

## О песне
Песня «Eclipse» была включена в альбом The Dark Side of the Moon сравнительно поздно. Сюита A Piece of Assorted Lunatics, состоящая из композиций этого альбома, исполнялась на концертах с 20 января 1972 года, но финал для сюиты («Brain Damage»/«Eclipse») Роджер Уотерс написал и включил в концертную программу только лишь перед выступлением в Лестере 10 февраля.
По словам Энди Маббетта, редактора журнала The Amazing Pudding и автора ряда книг о Pink Floyd, песня «Eclipse» была записана только после нескольких концертов, когда музыканты Pink Floyd «наконец поняли, что сюита должна где-то заканчиваться». По утверждению Ника Мейсона, ударника группы, треки альбома The Dark Side of the Moon, ещё до записи совершенствовались в процессе концертных выступлений, но именно песня «Eclipse» была тем треком, в который исполнения на сцене внесли «колоссальный вклад». Изначально песня была намного менее динамичной, но со временем на концертах, когда «требовалось заканчивать эту вещь на все более величественной ноте, — она приобрела достаточную мощь для того, чтобы составить подходящий финал».
Предварительным названием песни во время концертных исполнений в 1972 году и во время студийной работы было «End — All That You…».
Название песни «Eclipse» некоторое время было рабочим названием всего альбома The Dark Side of the Moon. Первоначально во время репетиций и первых концертных исполнений с января по март 1972 года новый альбом группы носил название The Dark Side of the Moon. A Piece of Assorted Lunatics, но после того, как музыканты Pink Floyd узнали, что в конце 1971 года альбом с таким же названием выпустила группа Medicine Head, наименование своего альбома участники группы Pink Floyd изменили на Eclipse. Это название появилось со времени гастрольного тура по Северной Америке в апреле 1972 года. Но спустя несколько месяцев в сентябре 1972 года музыканты Pink Floyd вернули альбому первоначальное название, поскольку диск Medicine Head остался в коммерческом плане практически незамеченным.
Песня «Eclipse» и весь альбом завершается звуками биения сердца, на фоне которого служащий студии Abbey-Road Джерри О’Дрисколл произносит фразу: «There is no dark side of the Moon really, as a matter of fact it’s all dark» («На самом деле нет никакой тёмной стороны Луны — вообще-то, она вся тёмная»). Энди Маббетт полагает, что помимо этой фразы по завершении звучания ударов сердца слышен обрывок очень тихой мелодии. Если установить очень высокий уровень громкости, то в конце речи Джерри О’Дрисколла на некоторых вариантах издания альбома можно услышать что-то похожее на струнный оркестр, играющий песню The Beatles «Ticket To Ride». Также в конце первой минуты (1.41) можно услышать шепчущий голос. Данные факты стали предметом длительного обсуждения на страницах журнала «The Amazing Pudding». Среди объяснений появления фрагмента «Ticket To Ride» отмечаются предположение о шутке музыкантов Pink Floyd насчёт «интерференции во время реставрации записи» и использовании плёнки уже бывшей в употреблении, а также предположение об игре в соседней студии во время записи. Энди Маббетт считает все эти версии «не слишком правдоподобными».
По утверждению американского журналиста и автора книг о рок-музыке Николаса Шэффнера, в песнях альбома The Dark Side of the Moon «можно услышать отголоски твоpчества The Beatles». В частности, в песне «Eclipse» слышны гитаpные pиффы «I Want You (She’s So Heavy)».
Основному вокалисту Роджеру Уотерсу подпевают Дэвид Гилмор и Ричард Райт. Также в песне поют бэк-вокалистки Лесли Данкан, Дорис Трой, Барри Сент-Джон и Лиза Страйк.

## Стихи
Энди Маббетт охарактеризовал текст песни «Eclipse» как «спискоманию», назвав составление Роджером Уотерсом списков любимым способом сочинения стихов. Подобный тип построения текстов встречается в большинстве последующих альбомов Роджера Уотерса с Pink Floyd, а также на его сольных дисках.
Заключительные слова «Eclipse» и всего альбома The Dark Side of the Moon «and everything under the sun is in tune, but the sun is eclipsed by the moon» («и всё под солнцем в гармонии, но солнце затмевается луной»), а также смысл всей песни Роджер Уотерс объяснял следующим образом:

«Я не вижу здесь никакой загадки. В текстах песен альбома солнце и луна являются символами; свет и тьма; добро и зло; сила жизни, противостоящая силам смерти. Я думаю, что это очень простое представление, объясняющее, что всё то хорошее, что предлагает для нас жизнь можно получить, но влияние некой тёмной силы, свойственной нашей человеческой природе, препятствует этому. Песня адресуется слушателю и говорит ему, что если ты тоже находишься под воздействием этой силы, и если эта сила не даёт тебе покоя, то ведь и я тоже чувствую себя точно так же. Строка „Увидимся на тёмной стороне луны“ означает моё обращение к слушателю: „Я знаю, что, как и у меня, у тебя есть эти неприятные чувства и импульсы, и один из способов, благодаря которому я могу найти с тобой общий язык — это поделиться тем фактом, что и я временами ощущаю ту же горечь“».
Оригинальный текст (англ.)"I don't see it as a riddle. The album uses the sun and the moon as symbols; the light and the dark; the good and the bad; the life force as opposed to the death force. I think it's a very simple statement saying that all the good things life can offer are there for us to grasp, but that the influence of some dark force in our natures prevents us from seizing them. The song addresses the listener and says that if you, the listener, are affected by that force, and if that force is a worry to you, well I feel exactly the same too. The line 'I'll see you on the dark side of the moon' is me speaking to the listener, saying, 'I know you have these bad feelings and impulses because I do too, and one of the ways I can make direct contact with you is to share with you the fact that I feel bad sometimes."

## Исполнение на концертах
Композиция «Eclipse» исполнялась в 1970-х годах на концертах Pink Floyd только как часть сюиты The Dark Side of the Moon (к 1975 году до фестиваля в Небуорте, эта сюита была исполнена группой 385 раз). Спустя почти 20 лет «Eclipse» вместе с остальными композициями The Dark Side of the Moon исполнялась группой Pink Floyd во время турне 1994 года The Division Bell. Вместо Роджера Уотерса вокальную партию в песне исполнял Дэвид Гилмор.
В 2000-х годах «Eclipse» исполнялась Роджером Уотерсом во время его сольных концертных туров. В 1999—2002 годах — на концертах турне In the Flesh, в 2006—2008 годах — на концертах турне The Dark Side of the Moon Live.

## В массовой культуре
Песня «Eclipse» нередко используется на торжественных церемониях, в художественных фильмах и даже в космических программах. Так, например, «Eclipse» была включена в финальную часть программы Церемонии открытия летних Олимпийских игр 2012 в Лондоне, получившей название «And in the end». Песня также звучала в ряде телефильмов, в частности, в эпизоде «Слияния и поглощения» телесериала «Клан Сопрано». Кроме того, 10 марта 2004 года второй марсоход космического агентства НАСА «Оппортьюнити» на 45-й сол его миссии был разбужен песней «Eclipse», что было связано с транзитом марсохода через марсианскую луну Фобос.

## Участники записи
Pink Floyd
- Роджер Уотерс — бас-гитара, вокал, музыка;
- Дэвид Гилмор — гитара, бэк-вокал;
- Ричард Райт — клавишные (орган Хаммонда), бэк-вокал;
- Ник Мэйсон — ударные.

а также
- Лесли Данкан[англ.] — бэк-вокал;
- Дорис Трой[англ.] — бэк-вокал;
- Барри Сент-Джон — бэк-вокал;
- Лиза Страйк — бэк-вокал.